# Steffi Richter
Steffi Richter (* 1956 in Leipzig) ist eine deutsche Japanologin.

## Leben
Richter studierte Philosophie von 1975 bis 1980 an der Lomonossow-Universität Moskau. Nach der Promotion A 1985 an der Humboldt-Universität zu Berlin und der Habilitation 1994 an der Ludwig-Maximilians-Universität München folgte sie im April 1996 dem Ruf an die Universität Leipzig als Universitätsprofessorin (C4) für Japanologie.
Richter leitete den Fachbereich Japanologie an der Universität Leipzig von 1996 bis 2022. Als erste Professorin der nach der Deutschen Wiedervereinigung wiedereröffneten Japanologie war sie maßgeblich für den Wiederaufbau des Fachbereichs nach einer fast 40-jährigen Unterbrechung verantwortlich. Unter ihrer Leitung entwickelte sich die Leipziger Japanologie zu einem bedeutenden Standort für die kulturwissenschaftlich orientierte Erforschung des neuzeitlichen und modernen Japans.
In ihrer Forschungstätigkeit befasste sich Richter zunächst hauptsächlich mit japanischer Philosophie sowie Wissenschafts- und Ideengeschichte. Später widmete sie sich auch Themen wie Konsumkultur, Geschichtsrevisionismus, Neo-Nationalismus, Armut und Prekarität. Zudem forschte sie zur sogenannten Dreifachkatastrophe von Fukushima und zur Anti-Olympia-Bewegung.
Zum Ende des Sommersemesters 2022 (30. September 2022) wurde Richter emeritiert. Zu ihren Ehren veranstaltete der Fachbereich Japanologie am 3. Dezember 2022 ein Abschiedssymposium mit dem Titel „‚25+1' – Japanologie im regional- und kulturwissenschaftlichen Fächerensemble der Universität Leipzig. Was war, was bleibt, was kommt“. Bei dieser Veranstaltung hielt sie ihre Abschiedsvorlesung mit dem Titel „Die Aufgabe der Japanologie bleibt die Aufgabe der Japanologie“. Sie erhielt hierzu die gleichnamige Festschrift.

## Schriften (Auswahl)
- Die Herausbildung der Philosophie von Nishida Kitarō (1870–1945). Berlin 1985, OCLC 830936646.
- Ent-Zweiung. Wissenschaftliches Denken in Japan. Zwischen Tradition und Moderne. Berlin 1994, ISBN 3-05-002161-6.
- mit Lisette Gebhardt (Hg.): Japan nach „Fukushima“. Ein System in der Krise. Leipzig 2012, ISBN 978-3-86583-692-2.
- mit Philip Clart und Martin Roth (Hg.):   100 Jahre Ostasiatisches Institut der Universität Leipzig, 1914–2014. Leipzig 2016, ISBN 3-96023-043-5.